# Oblus Yssyk-Köl
Das Oblus Yssyk-Köl (kirgisisch Ысык-Көл облусу Yssyk-Köl oblussu; russisch Иссык-Кульская область Issyk-Kulskaja oblast) ist eines von sieben Verwaltungsgebieten (Oblus) der Republik Kirgisistan in Zentralasien.
Es liegt im Nordosten des Landes und wird im Norden von Kasachstan und im Süden von China begrenzt. Das Gebiet hat eine Fläche von 43.144 km² und etwa 534.500 Einwohner. Die Bevölkerungsdichte ist mit 12 Einwohnern pro km² relativ gering (gemessen an der Bevölkerungsdichte des ganzen Landes, die bei 35 Einwohnern pro km² liegt). Das Gebiet besteht zu großen Teilen aus den Hochgebirgen des Tianshan.
Der Name leitet sich vom Gebirgssee Yssyk-Köl ab, der etwa ein Siebtel der Fläche des Gebietes bedeckt.
Das Verwaltungszentrum des Gebietes ist die Stadt Karakol (früher Prschewalsk). Sie liegt in der Nähe des Ostufers des Sees.

## Geografie

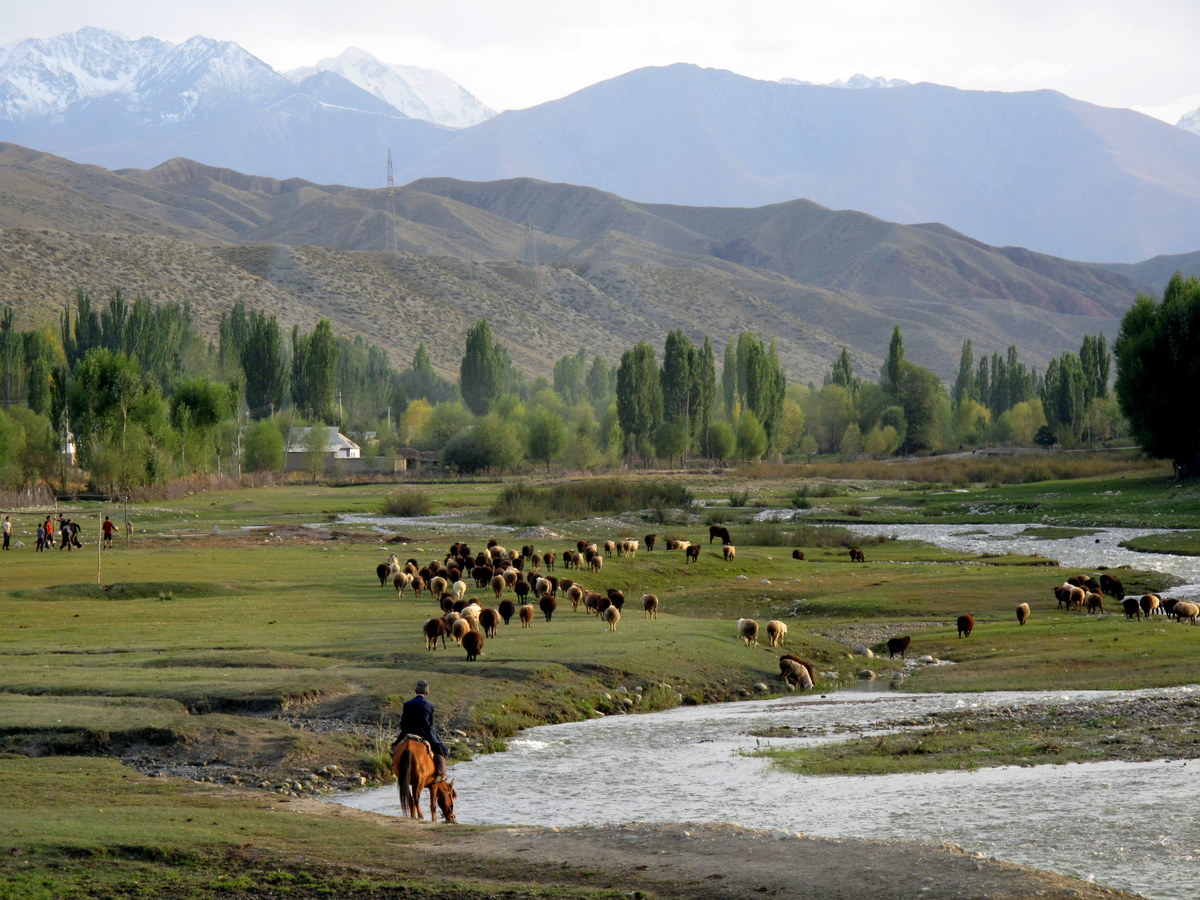
Landschaft südlich des Yssyk-Köl

Im Süden des Oblus Yssyk-Köl befindet sich am Südhang des Kirgisischen Gebirges die Quelle des Naryn, welcher der größere Quellfluss des Syrdarja ist. Im Dreiländereck zu China und Kasachstan befindet sich mit dem Dschengisch Tschokusu (früher Pik Pobedy) der höchste Berg Kirgisistans. Große Teile des Gebietes gehören zum Biosphärenreservat Yssyk-Köl, welches 20 % des kirgisischen Territoriums bedeckt.
Die Region um den Gebirgssee Yssyk-Köl hat ein Hochgebirgsklima, das durch die Wassermassen des Sees und die den See umgebenden Berge gemildert wird. Die Bergketten schirmen das Tal des Yssyk-Köl von den kalten Luftmassen ab, so dass er das ganze Jahr nicht zufriert. Der See sorgt für milde und kühle Luft in seiner Umgebung, so dass sich das Klima des Yssykkol-Tales von den anderen Tälern der Region stark unterscheidet Die Jahresdurchschnittstemperatur liegt zwischen 6 °C und 7 °C, die durchschnittliche Temperatur im Januar bei −2 °C an den südlichen und nördlichen Ufern des Sees, am Ostufer bei −10 °C und am Westufer bei −4 °C. Im Juli erreicht die Durchschnittstemperatur knapp 18 °C. Die Höchsttemperaturen liegen bei 27 bis 30 °C, die niedrigsten Temperaturen bei −12 bis −18 °C.
In Verbindung mit dem meist aus Westen wehenden Wind gibt es zwischen dem Ostufer und dem Westufer des Sees große Unterschiede in den Niederschlagsmustern. Um die Stadt Balyktschy auf der Westseite fallen etwa 110 mm Niederschlag pro Jahr, um Tüp fallen pro Jahr etwa 569 mm. Die Niederschläge fallen größtenteils im Sommer. Westlich des Yssyk-Köl beginnt auch der Frühling später, der Sommer ist heißer und der Winter kälter, jedoch schneeärmer.
Die Hochebenen, deren Klima nicht vom See beeinflusst wird, haben eine Jahresdurchschnittstemperatur von 3 bis 7 °C mit langen Wintern und durchschnittlichen Januartemperaturen von −21 °C. Hier bleibt der Boden häufig auch im Sommer gefroren. Die Niederschläge belaufen sich auf 200 bis 300 mm pro Jahr, sie fallen größtenteils in der Form von Schnee.

## Wirtschaft

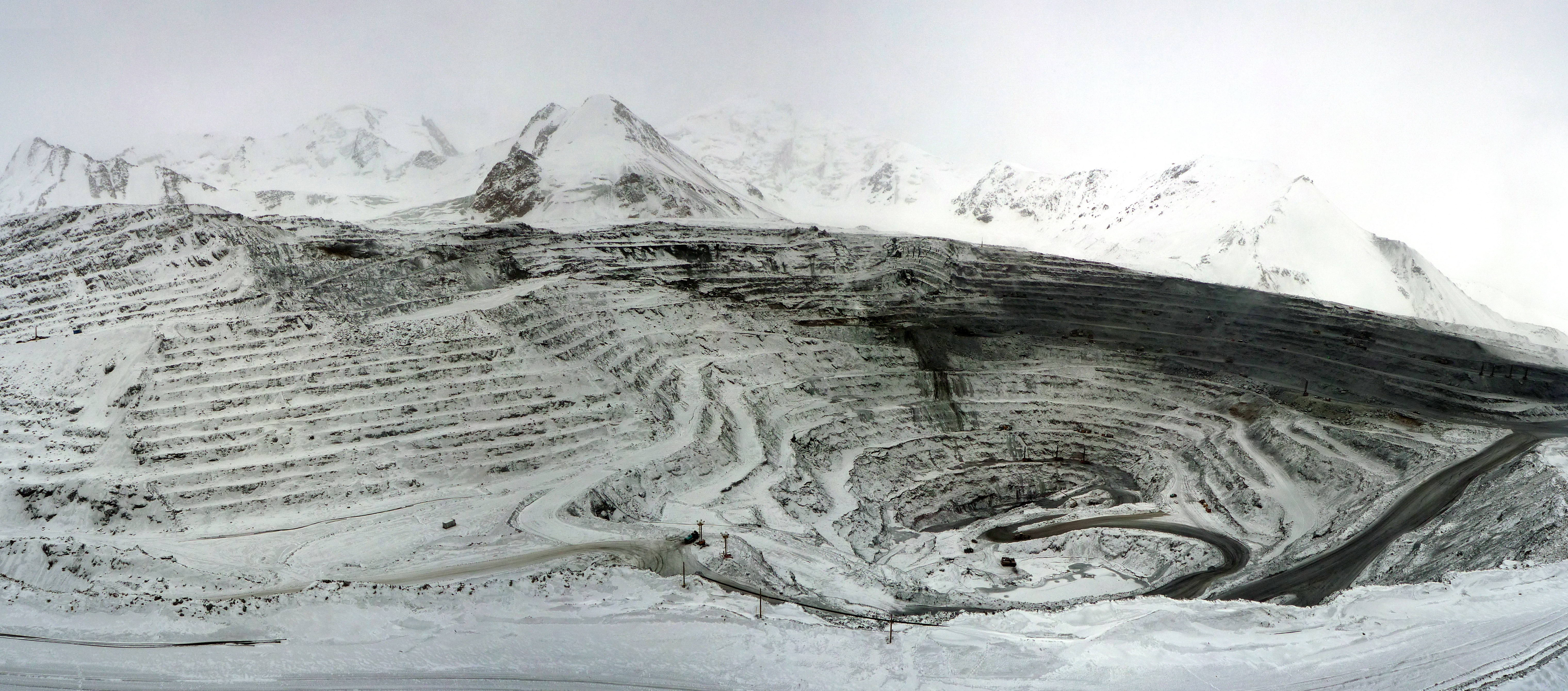
Blick in die Kumtor-Mine

Die wirtschaftliche Relevanz des Gebiets Yssyköls besteht vor allem in den Rohstoffvorkommen der Region und dem Tourismus. Mit der Kumtor-Mine befindet sich das größte kirgisische Goldvorkommen in der Region. Die Mine ist der größte private Arbeitgeber des Landes und erwirtschaftet zwischen 10 und 12 % des kirgisischen Bruttoinlandsprodukts.

## Verkehr
In das kirgisische Fernstraßennetz ist nur der Norden des Gebietes eingebunden, während die dünn besiedelten Gebirgslandschaften des Südens nur schlecht, im Winter gelegentlich überhaupt nicht zu erreichen sind. Der Yssyk-Köl-See wird von der Fernstraße A363 umrundet. Die Stadt Balyktschy am Westufer des Yssyk-Köl ist durch eine Eisenbahnlinie mit Bischkek verbunden. Der einzige internationale Flughafen des Gebiets ist der Flughafen Tamtschi-Yssyk-Köl.

## Verwaltungsgliederung
Das Oblus Yssyk-Köl ist in fünf Rajons unterteilt. Folgende Rajons befinden sich in Yssyk-Köl:
| Bezirksgliederung (Rajons) Oblus Yssyk-Köl | Bezirksgliederung (Rajons) Oblus Yssyk-Köl | Bezirksgliederung (Rajons) Oblus Yssyk-Köl | Bezirksgliederung (Rajons) Oblus Yssyk-Köl |
| Rajon                                      | Verwaltungs- sitz                          | Lage                                       |                                            |
| ------------------------------------------ | ------------------------------------------ | ------------------------------------------ | ------------------------------------------ |
| Ak-Suu                                     | Karakol                                    |                                            |                                            |
| Dscheti-Ögüs                               | Kysyl-Suu                                  |                                            |                                            |
| Tong                                       | Bökönbajew                                 |                                            |                                            |
| Tüp                                        | Tüp                                        |                                            |                                            |
| Yssyk-Köl                                  | Tscholpon-Ata                              |                                            |                                            |